# 竹溪廖公祠
竹溪廖公祠，位于中国广东省惠州市龙门县沙迳镇长滩村，为一座清代古建筑。2005年11月11日，列入龙门县第四批文物保护单位。